# Ostha hypsea
Ostha hypsea là một loài bướm đêm trong họ Noctuidae.